# Insider (programma televisivo)
Insider è un programma televisivo giornalistico di una puntata, andato in onda su Italia 1.
Conduttore di insider è Luigi Pelazza, inviato de Le Iene, che ci mostra dall'interno la realtà nei panni di infiltrato speciale.
Il programma nasce da un'idea di Guglielmo Fiamma ed è stato scritto e diretto da Riccardo Festinese.

## Prima puntata
La prima puntata doveva andare in onda lunedì 3 dicembre 2012, ma a causa del confronto finale per le primarie del centrosinistra su Rai 1, Italia 1 ha deciso di riproporre il film Tre uomini e una gamba con Aldo, Giovanni e Giacomo. La puntata slitta a venerdì 14 dicembre 2012.
Per la prima puntata sono state realizzate tre inchieste: la 'ndrangheta calabrese, il narcotraffico tra la Colombia e l'Italia e l'oscuro mondo delle messe nere e delle sette sataniche.

### Il narcotraffico tra la Colombia e l'Italia
Luigi Pelazza arriva in Colombia e intervista un ex poliziotto della narcotici colombiano. L'agente racconta come entrare da infiltrato nel giro degli spacciatori facendosi credere un turista in cerca del business illecito, ma lo avverte che è un lavoro molto rischioso. Infatti, lo spacciatore con cui prenderà contatti potrebbe denunciarlo alla polizia. L'ex della narcotici non ha contatti in quel mondo e, in ogni caso, non può aiutare Luigi Pelazza, ma riesce ad incontrare due narcotrafficanti italiani in galera a Bogotà: Francesco e Giorgio. Successivamente arriva su una spiaggia dove riesce a comprare da un ragazzo 5 grammi di cocaina (che butta via subito dopo). In serata si imbatte in uno spacciatore che prima gli propone del Viagra, ma dopo l'uomo sostiene di potergli procurare un grosso quantitativo di cocaina da portare in Italia. Un altro spacciatore lo trova in un bar, dove però Luigi Pelazza fallisce un possibile scambio di droga dicendo che, per raggiungere l'Italia, sarebbe passato in aereo da New York. Lo spacciatore si insospettisce e gli dice che ne avrebbero parlato il giorno successivo. Ciò non avverrà. Da Cartagena si sposta a Bogotà, dove Luigi Pelazza riesce ad avere un appuntamento con Sandy, un transessuale, che gli fornirà mezzo chilo di cocaina da portare in Italia. Inoltre consiglia all'infiltrato di nascondere il mezzo chilo di cocaina purissima, in un'agenda con doppiofondo. I due rimangono d'accordo di vedersi due giorni dopo e all'incontro Sandy gli porterà due agende: ognuna conterrà 250 grammi di cocaina. Luigi Pelazza però decide in seguito di vedere Sandy prima dello scambio perché vuole essere sicuro di potersi fidare. Sandy è una parrucchiera e lo invita nel negozio in cui svolge questa attività. Ciò rassicura molto Luigi Pelazza, che resta sempre col dubbio se Sandy avesse dietro la polizia, anche senza saperlo. Se così fosse anche lui, in affari con lei, finirebbe in carcere. Luigi Pelazza e Sandy decidono di incontrarsi in un hotel per lo scambio. Il mezzo chilo di cocaina che la Iena riceverà da Sandy, in Colombia vale tre milioni di pesos, circa 1200 euro. Luigi Pelazza resta comunque molto preoccupato della situazione. Sandy è in ritardo e quella sera non arriva. Il giorno dopo Luigi Pelazza contatta nuovamente Sandy per un nuovo appuntamento. Al il momento dello scambio, l'aiutante di Sandy vuole tutti i soldi subito alla consegna. Luigi Pelazza accetta e riceve la cocaina. L'ultimo ostacolo è trasportare la droga, nascondendola in un'agenda. Luigi Pelazza compra un biglietto per l'Ecuador. In aeroporto un poliziotto in borghese lo avvicina e lo manda a fare un controllo dalla polizia. Luigi Pelazza viene passato allo scanner e successivamente gli aprono le borse e trovano la droga. Ma ciò che la polizia trova nelle agende è una polvere bianca, non cocaina. La vera droga era stata buttata nel gabinetto subito dopo averla comprata. Luigi Pelazza viene comunque mandato in carcere fino a che la sostanza non verrà analizzata e giudicata innocua. Dopo essere stato rilasciato, intervista il capo della narcotici colombiana, che racconta di aver intercettato anche bambini ed anziani costretti dai familiari a trasportare droga fuori dalla Colombia.

### La 'ndrangheta calabrese
Luigi Pelazza conduce l'inchiesta sulla 'ndrangheta calabrese con il suo "aggancio" Domenico, che lo avverte della pericolosità dell'avventura. Il ragazzo chiede a Luigi Pelazza di non chiamarlo mai a testimoniare nel caso in cui le persone che verranno coinvolte in questa indagine dovessero un giorno essere arrestate. Domenico parte alla ricerca di un locale per aprire un'attività. Il ragazzo chiede la cifra del pizzo, ma l'unica certezza che riceve è che dovrà pagarlo, ma non è dato sapere quanto. Luigi Pelazza chiede al capo dei carabinieri informazioni su pizzo e 'ndrangheta. Il pizzo possa essere pagato in merce e non solo in soldi. Luigi Pelazza trova il locale e lo affitta intestando entrambe le cose ad una società d'appoggio. L'attività che Luigi Pelazza finge di aprire è un negozio di vestiti e decide di promuoverlo con dei volantini. Arrivata la merce, il negozio può aprire la sua attività. Nei primi cinque giorni le vendite vanno bene finché non arriva un ragazzo coi pantaloni rossi, il nipote della persona che gli ha affittato il locale, che introduce la questione del pizzo a Domenico. Successivamente arriva il proprietario del negozio che allude ancora alla questione del pizzo. Giorni dopo Domenico riceve una telefonata anonima, ma dall'altra parte non parla nessuno. Domenico rimane estremamente spaventato da questo avvenimento, tanto da discutere con Luigi Pelazza, poiché non vuole più continuare. Alla fine Luigi convince Domenico e si guadagnano un appuntamento con il proprietario del locale che hanno preso in affitto per parlargli.

### Le messe nere e le sette sataniche
L'inchiesta di Luigi Pelazza sulle messe nere e sulle sette sataniche inizia dalla Sardegna dove incontra Giovanna, una casalinga felicemente sposata. La donna racconta di un suo fidanzato che l'ha introdotta nel mondo del gruppo Rosacroce, dedito all'occultismo e non solo. Giovanna dice di essere stata in Svizzera quattro giorni durante i quali i suoi compagni di viaggio l'hanno offerta a Satana. Lei è convinta di essere posseduta dal demonio. I ricordi di Giovanna sono molto vaghi e Luigi Pelazza le propone di ripercorrere il suo viaggio in Svizzera perché potrebbe essere utile per la sua memoria. Durante il viaggio la donna ricorda uno stupro di gruppo e la presenza di un sacerdote cattolico. Il viaggio si rivela del inutile perché la donna non ricorda più nient'altro. Sulla via del ritorno però Giovanna comincia ad urlare e dimenarsi come se fosse davvero posseduta. Alterna momenti di rabbia ad altri in cui sembra soffocare. Il marito cerca di calmarla recitando preghiere. Dopo una trentina di minuti Giovanna torna alla normalità. Giovanna ammette di aver sofferto di depressione per dieci anni durante i quali avrebbe tentato il suicidio per ben tre volte finendo spesso ricoverata in un ospedale psichiatrico. Luigi Pelazza accompagna Giovanna e il marito da un prete abituato ad assisterli. Arrivati nella chiesa, la donna ricomincia a dimenarsi. Il prete la esorcizza davanti alle telecamere e successivamente accetta di aiutare Luigi Pelazza ad infiltrarsi in qualche setta. Il sacerdote accompagna Luigi Pelazza in un luogo isolato che ha la nomea di essere sede di messe nere. L'inviato si mette alla ricerca di una bella ragazza che sia disposta ad attirare l'attenzione di satanisti. Trovata Anna, la ragazza si reca in un negozio di articoli esoterici citato in molti siti di satanisti, col chiaro intento di fare amicizia col proprietario, organizzatore di messe nere. La ragazza chiede all'uomo di assistere ad una messa nera ma il proprietario del negozio la avverte che, prima di poterlo fare, dovrà superare una serie di prove, anche sessuali. La ragazza chiede di accedere a queste prove col suo ragazzo, Luigi Pelazza. Per l'uomo non c'è problema tanto che pochi giorni dopo la chiama per fissare un appuntamento nel suo negozio. Appena entrati nel locale, il proprietario li porta nel retro. L'uomo spiega il satanismo e il rituale delle messe nere. Finito il colloquio, l'uomo fa uscire Anna dal locale e resta nel retro con Luigi Pelazza, chiedendogli se intendeva levarsi la barba finta che l'inviato si era incollato sul volto, ma che si era scollata durante il dialogo. Luigi Pelazza non si arrende e continua la sua ricerca in altri negozi esoterici della zona. Trovano così la persona giusta: un uomo che filmerà i suoi compagni di rito durante una messa nera e darà la registrazione a Luigi Pelazza. Nella registrazione della messa nera si vedono sei partecipanti che invocano Satana. Poi scrivono su un foglio dei desideri che il sacerdote brucia affinché si avverino. Alla fine c'è un'orgia. La "messa" ha una durata di 3 minuti circa, mentre l'orgia ha una durata di 30 minuti circa.

## Seconda puntata
Nel backstage della prima puntata sono state preannunciate tre nuove inchieste: il viaggio sui barconi degli emigrati clandestini tunisini, il traffico di donne dai villaggi del centrafrica ai fini della prostituzione e il traffico di organi umani dall'est Europa. Queste dovevano essere realizzate per la seconda puntata.
Il 24 dicembre 2012 Luigi Pelazza ha annunciato sulla sua pagina Facebook che Insider era uno speciale di una puntata.

## Ascolti
Insider ha registrato 1.528.000 telespettatori, per uno share del 6,07%.